# Aandelenterminologie
De aandelenmarkt is een wereld op zich met eigen vaktermen. Deze termen komen vooral van pas bij het analyseren van aandelen en de bedrijven die de aandelen uitgegeven hebben. Zijn dus van groot belang om goede keuzes te maken. We bespreken de meest frequente en belangrijke hieronder:

## Terminologie

### Boekwaarde
De boekwaarde van een onderneming is gelijk aan het eigen vermogen zoals deze voorkomt op de balans van het bedrijf. Het is de reële waarde van de onderneming.
Meestal wordt de boekwaarde per aandeel uitgedrukt. Dit is het eigen vermogen gedeeld door het totale aantal uitgegeven aandelen. Men vergelijkt de boekwaarde per aandeel vaak met de beurskoers van dat aandeel. Zo kan men uitmaken of het aandeel onder/over gewaardeerd is. Naast de boekwaarde worden ook toekomstperspectieven en bedrijfsspecifieke voor- en nadelen meegenomen bij de waardebepaling van een aandeel, zie ook bedrijfswaardering

### Mantel en Blad
Een (fysiek) aandeel bestaat van origine uit twee delen. Allereerst de mantel, waarop de kenmerken van het aandeel staan (zoals de nominale waarde, de bedrijfsgegevens, de uitgiftedatum enz.).
Daarnaast is er het blad met de coupons. Een coupon was vroeger nodig om dividend te krijgen, slechts na inlevering van het betreffende (genummerde) coupon kon men zijn dividend ontvangen. Coupons werden gebruikt in de afhandeling van de corporate actions. Tegenwoordig gebeurt dit geautomatiseerd, via de custodians en de banken en niet meer via de fysieke coupons.

### Beurskapitalisatie
Dit is de totale beurswaarde van een bedrijf. De beurskapitalisatie wordt berekend door het totaal aantal uitstaande aandelen te vermenigvuldigen met de koers van het aandeel.

### Kapitaalaangroei
De meerwaarde die op aandelen kunnen gerealiseerd worden, bestaan uit twee onderdelen:
- Het dividend dat een bedrijf jaarlijks uitkeert aan de aandeelhouders.
- Eventuele stijging van de beurskoers.

Deze onderdelen vormen samen de kapitaalaangroei ook wel het totale rendement genoemd.

### Dividendrendement
Deze ratio drukt uit hoeveel rendement het uitgekeerde dividend opbrengt ten opzichte van de koers. Het dividendrendement wordt berekend door alle uitgekeerde dividenden samen te tellen en ze vervolgens te delen door de beurskoers.

### Winst per aandeel
Deze ratio drukt uit hoeveel nettowinst het bedrijf maakt per aandeel. De winst per aandeel berekent men door de nettowinst van het boekjaar te delen door het aantal uitstaande aandelen.

### Koers/winst-verhouding (K/W)
De koers/winst-verhouding drukt uit in hoeveel jaar men de aanschafwaarde van een aandeel kan terugverdienen op basis van de huidige winst. De K/W-ratio wordt berekend door de koers te delen door de behaalde winst per aandeel. Opgemerkt wordt dat het daarbij zowel kan gaan over de (behaalde en gerapporteerde) winst over het vorige boekjaar als de verwachte winst over het lopende boekjaar als de verwachte winst over een of meer toekomstige boekjaren. Ten aanzien hiervan bestaat geen consensus.

### Volume
Het aantal aandelen dat verhandeld wordt op een dag op de beurs. Vooral het volume per maand of per jaar is van belang. Zo kan men het gemiddelde volume per dag berekenen. Wanneer er groot nieuws wordt aangekondigd zal het volume veel hoger liggen dan het gemiddelde. Het volume van een aandeel geeft aan in welke mate het aandeel liquide is. Aandelen die een groot volume laten optekenen, zijn gemakkelijk verhandelbaar.

### Register
Aandelen op naam worden in een register genoteerd. Andere aandelen worden geregistreerd in een effectenrekening bij een bank. Aandeelhouders kunnen deelnemen aan de algemene vergadering op basis van het aantal aandelen dat geregistreerd is.